# Protipapež Albert
Albert, (tudi Adalbert) ali Alerik (latinsko Adalbertus, Albertus); italijansko Adalberto, Alberto ali Alerico) protipapež Rimskokatoliške cerkve; * okrog 1040 (Sveto rimsko cesarstvo); † 1102 (Aversa, Kampanija, Papeška država, Sveto rimsko cesarstvo). 

## Življenjepis

### Škof
O njegovi mladosti in poreklu nam ni nič znanega. Albert je bil sabinski škof. Od 1084 ga viri omenjajo kot kardinala-škofa v Silva Candida oziroma Nepiju. Ta škofijski sedež je po smrti škofa Majnarda (Mainardus) že od Gregorja VII.  ostal nezaseden in tako so ga zlahka zasedli vibertinci. 
Navzoč je bil na zborovanju, ki ga je v Rimu sklical 7. avgusta 1098 Klemen III.

### Protipapež
Svetorimski cesar  Henrik IV.  je določil po sporu s  papežem Pashalom II. za svojega protipapeža Klemena III., ki se je prej imenoval Wibert, Guibert ali Gulbert Ravenski. Po njegovi smrti so njegovi privrženci izvolili najprej za njegovega naslednika Teodorika ; ko so ga Pashalovi pripadniki ujeli in odvedli v samostan, kjer je kmalu umrl, so izvolili Henrikovi pristaši v Baziliki Dvanajstih apostolov Alberta,  nepijskega kardinala-škofa, za novega protipapeža. Obdržal se je na oblasti komaj 105 dni; njegovi pristaši so ga izdali in ga ujetega pripeljali pred pravega papeža Pashala, ki ga je obsodil kot protipapeža na zapor v samostanu svetega Lovrenca v Aversi v Kampaniji. 
Pravi papež Pashal je začel papeževanje s smrtjo protipapeža Klemena III. . Težav pa ni bilo konec, kajti zamerljivi Henrik IV. ni popuščal; hujskal je njemu naklonjeno stranko v Rimu in vzpodbujal svoje privržence, da so nasprotovali Pashalu z volitvijo novih protipapežev. Guibertu je tako sledil protipapež Teodorik, temu protipapež Albert – a na koncu so izvolili še četrtega –   protipapeža Silvestra IV.. Stvari so si sledile takole:
V Rimu je šlo vse v prid novemu papežu. Ko jih je pridobil s svojo prijaznostjo, se je zdelo, da so se ljudje za sedaj zedinili v zvestobi svojemu duhovniškemu vladarju. Potrudili so se, da odstranijo iz njegove bližine protipapeža. Ko so ga izgnali iz Albana, se je Guibert podal sam v Civita Castellana, kjer je 8. septembra 1100  nenadna smrt napravila konec njegovi častihlepni karieri. 

Guibertova smrt pa žal ni prinesla Pashalu in Rimu miru. Stranka nemškega kralja ni umrla niti v Nemčiji niti v Italiji. Njegova stranka zato ni oklevala, da po Guibertovi  smrti izvoli drugega protipapeža. Neko noč proti koncu septembra so se številni pristaši skrivaj sešli pri svetem Petru  ter izvolili nekega Teodorika , ki so ga razkolniki poznali kot škofa pri sveti Rufini. Zanj pravijo, da je imel zborovanje 30. Septembra. Gotovo pa je vsekakor, da svojega prigrabljenega položaja ni obdržal ravno dolgo. Ker se ni drznil ostati v mestu, ga je zapustil in se odpravil k Henriku, toda po »sto petih dneh« po njegovi izvolitvi so ga zajeli. Pripeljali so ga pred papeža, ki ga je obsodil in mu določil za prebivanje samostan La Cava, kjer je umrl nekako v tekočem letu 1102.  

Še preden je umrl, je Henrik že spodbujal svoje privržence, naj spet izvolijo novega protipapeža. Spet so bile tam uprizorjene druge razburljive volitve pri svetem Petru. Vendar ni šlo vse gladko. Kakor hitro se je po mestu zvedelo za zadevo, je bilo vse mesto pokonci in množica je vdrla v baziliko. Sredi hudega razgrajanja se je zbor hitro razšel. Medtem, ko je Albert , novo izvoljeni protipapež, ki se je imenoval sabinski  škof, poskušal zbežati v baziliko svetega Marcela, je razburjena množica mnoge iz njegove stranke zajela in ravnala zelo grobo z njimi. Za lepo vsoto denarja ga je namreč podkupil njegov zaščitnik. Strgali so z njega palij, ki si ga je že nadel, postavili ga ritensko na konja, in ga tako pripeljali pred papeža v Lateran. Po kratkem zaporu v stolpu so ga poslali v samostan, kjer je dokončal svoje dni kot menih  pri svetem Lovrencu v Aversi. Kakor bomo kmalu videli, je nato še en protipapež buril Pashalov mir. 

## Smrt
Albert je umrl je zaprt v samostanu svetega Lovrenca v Aversi  v Kampaniji 1102. Po vsej verjetnosti je tam tudi pokopan.